# Patrick Nève
Patrick Marie Ghislain Pierre Simon Stanislas Nève de Mévergnies (Lieja, Bélgica; 13 de octubre de 1949-Bruselas, Bélgica; 12 de marzo de 2017) más conocido como Patrick Nève, fue un piloto de carreras belga. Participó en 14 Grandes Premios de Fórmula 1 entre 1976 y 1978. Es reconocido por haber sido el primer piloto de Williams Grand Prix Engineering en la «máxima categoría».

## Carrera
Después de algunos éxitos en Fórmula Ford y Fórmula 3, Nève inicialmente se trasladó a Fórmula 1 con RAM Racing, manejando un Brabham BT44. Después de un viaje único con Ensign, pasó a Williams en 1977, manejando un monoplaza de March con muy pocos resultados. Al año siguiente intentó ingresar su propio equipo al Gran Premio de Bélgica de 1978, pero no fue autorizado.

## Resultados

### Fórmula 1
(Clave) (negrita indica pole position) (cursiva indica vuelta rápida)

| Año         | Escudería                       | 1   | 2   | 3   | 4   | 5       | 6       | 7      | 8      | 9       | 10     | 11      | 12    | 13      | 14    | 15     | 16      | 17  | Pos. | Puntos |
| ----------- | ------------------------------- | --- | --- | --- | --- | ------- | ------- | ------ | ------ | ------- | ------ | ------- | ----- | ------- | ----- | ------ | ------- | --- | ---- | ------ |
| 1976        | Tissot RAM Racing               | BRA | RSA | USW | ESP | BEL Ret | MON     | SWE    |        |         |        |         |       |         |       |        |         |     | NC   | 0      |
| 1976        | Team Ensign                     |     |     |     |     |         |         |        | FRA 18 | GBR     | GER    | AUT     | NED   | ITA     | CAN   | USA    | JPN     |     | NC   | 0      |
| 1977        | Williams Grand Prix Engineering | ARG | BRA | RSA | USW | ESP 12  | MON     | BEL 10 | SWE 15 | FRA DNQ | GBR 10 | GER DNQ | AUT 9 | NED DNQ | ITA 7 | USA 18 | CAN Ret | JPN | NC   | 0      |
| 1978        | Patrick Nève                    | ARG | BRA | RSA | USW | MON     | BEL DNP | ESP    | SWE    | FRA     | GBR    | GER     | AUT   | NED     | ITA   | USA    | CAN     |     | NC   | 0      |
| Referencia: |                                 |     |     |     |     |         |         |        |        |         |        |         |       |         |       |        |         |     |      |        |